# Tula (Zweiradmarke)
Unter der Bezeichnung Tula wurden in der Sowjetunion in einem Werk in Tula, dem Tulski Maschinostroitelny Sawod (russ. Тульский машиностроительный завод), Zweiräder hergestellt. Neben zivilen Fahrzeugen produzierte der Betrieb vor allem Rüstungsgüter. Dem Motorroller Tula-200 folgten die Typen  Tourist (russ. Турист) und Tuliza (russ. Тулица). Alle Rollertypen waren mit einem gebläsegekühlten Einzylinder-Zweitaktmotor ausgestattet. Die Motorroller-Produktion endete 1989, ein vom Tulitza abgeleitetes Lastendreirad (russ. Name Муравей) wurde noch bis 1995 hergestellt. Von 1984 bis 1996 wurde außerdem ein Motorrad mit 200-cm³-Motor unter dem Namen Tula in diesem Werk produziert. Ein Export der Zweiräder aus Tula in die Bundesrepublik Deutschland oder die DDR fand zu keinem Zeitpunkt statt.

## Tula-200
Dieser Roller, bei dem es sich offensichtlich um eine (nicht lizenzierte) Kopie des Goggorollers handelte, wurde ab 1957 produziert. Er hatte eine seitenwagenfeste Rahmenkonstruktion und einen Elektrostarter. Zum verstärkten Rahmen der Gespann-Ausführung T-200 K kamen eine andere Lenkergabel und zwei Stoßdämpfer vorn (Grundmodell: 1 Stoßdämpfer vorn). Der Roller wurde auch als Dreirad-Variante mit Pritschen- oder Kofferaufbau hergestellt.
- Hubraum: 199 cm³
- Leistung: 8 PS
- Getriebe: 4-Gang-Fußschaltung
- Kühlung: Gebläse
- Verbrauch: 3,0 l/100 km
- Tankinhalt: 12,5 l
- Höchstgeschwindigkeit: 80 km/h
- Leermasse: 148 kg

1961 wurde der Roller zum Modell T-200 M weiterentwickelt, das sich jedoch nur in Details vom Vorgänger unterschied. Später folgte auch eine Variante mit 250-cm³-Motor und 12 PS als T-250.

## Tula-Tourist

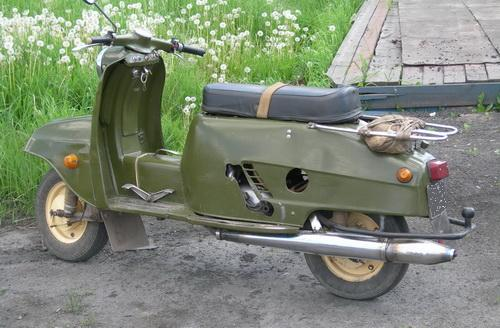
Tourist-M von 1976

Dieser Motorrollertyp wurde ab 1968 produziert und in zwei Varianten als Tourist und Tourist-M verkauft. Rohrrahmen und Radaufhängung wurden im Vergleich zum T-200 verstärkt und die Verkleidung neu gestaltet. Die Motorhaube war nach hinten hochklappbar. Er hatte ein Vollschwingenfahrwerk mit einstellbaren, hydraulischen Teleskopstoßdämpfern und Trommelbremsen. Der 200-cm³-Motor wurde weiterentwickelt und leistete bei gestiegener Verdichtung nun 10 PS. Die 12-V-Bordelektrik umfasste auch einen Dynastarter, der Roller hatte dennoch auch einen Kickstarter. Verschiedene elektrische Bauteile wie Blinker und Regler stammten vom Moskwitsch-408. Der Typ Tourist war für sein instabiles Fahrverhalten berüchtigt. 
- Hubraum: 199 cm³
- Verdichtung: 7,2 bis 7,4
- Leistung: 10 PS
- Getriebe: 4-Gang-Fußschaltung (Klauenschaltung)
- Kühlung: Gebläse
- Verbrauch: 3,2 l/100 km (Stadt: 3,5 l/100 km)
- Tankinhalt: 12 l
- Höchstgeschwindigkeit: 85 km/h
- Leermasse: 145 kg

Spätestens 1975 wurde das weiterentwickelte Modell Tourist-M herausgebracht, dessen Motorleistung 12 PS und Höchstgeschwindigkeit 90 km/h betrug.
Als TGM-200 wurde vom Tula Tourist ein einsitziges Lastendreirad abgeleitet, das als Typ K mit offener Pritsche und als Typ F mit einem geschlossenen Kastenaufbau mit zweiflügeliger Hecktür hergestellt wurde. Die Hinterräder haben Pendel-Halbachsen in Form von Dreiecksquerlenkern. 1972 wurde vorn von einer gezogenen auf eine geschobene Schwinge umgestellt. Die Leermasse betrug abhängig vom Aufbau 240 bis 265 kg. Die Höchstgeschwindigkeit betrug maximal 60 km/h.

## Tuliza
Der Tuliza als Nachfolger des Tourist wurde bereits 1976 präsentiert,  löste diesen jedoch erst 1979 ab. Es war weniger ein neues Fahrzeug als vielmehr eine Modellpflege. Wesentliche Unterschiede zum Tourist-M waren eine auf 14 PS gesteigerte Motorleistung und 12-Volt- statt 6-Volt-Elektrik. Als Tuliza wurde der Roller noch bis 1989 produziert.